# ¡Ay, Carmela!
¡Ay, Carmela! é um filme de drama espanhol de 1990 dirigido e escrito por Carlos Saura. Foi selecionado como representante da Espanha à edição do Oscar 1991, organizada pela Academia de Artes e Ciências Cinematográficas.

## Elenco
- Carmen Maura - Carmela
- Andrés Pajares - Paulino
- Gabino Diego - Gustavete
- Mauricio De Razza - Lieutenant Ripamonte
- José Sancho - Capitão